# 16 384
A 16 384 a 16 383 és a 16 385 közötti természetes szám. Összetett szám. Osztóinak összege 32767. Normálalakja {\displaystyle 1{,}6384\cdot 10^{4}}. Kettes számrendszerben 100000000000000, nyolcas számrendszerben 40000, hexadecimális alakban 4000. A 2 14. hatványa.